# 루벤 마물리안

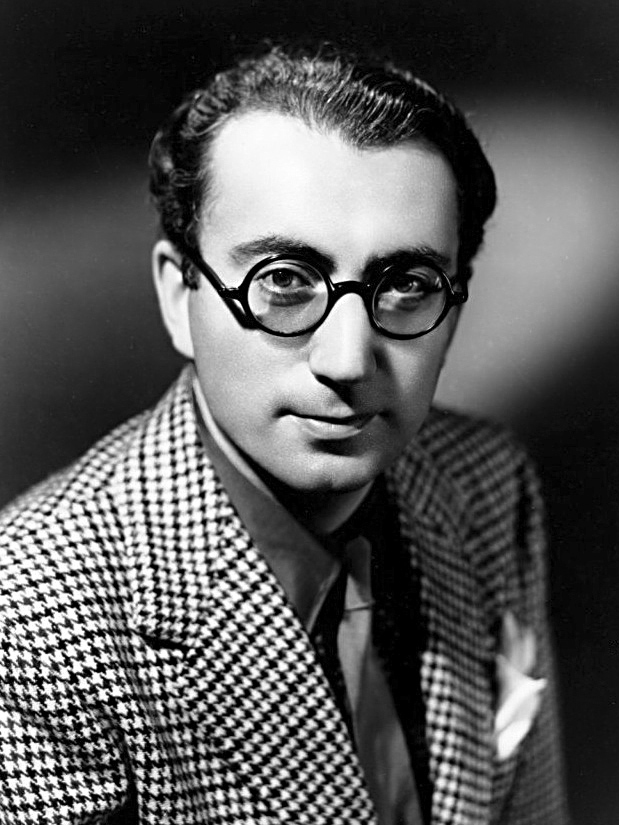

루벤 마물리안(Rouben Mamoulian, 1897년 10월 8일 ~ 1987년 12월 4일)은 러시아계 미국인 감독, 프로듀서, 각본가, 영화 편집자이다.
러시아 제국 트빌리시에서 태어났다.

## 참여 작품
- 박수갈채 (영화)
- 시티 스트리트
- 지킬 박사와 하이드씨 (1931년 영화)
- 《오늘 밤은 사랑해 주세요》
- 크리스티나 여왕 (영화)
- 벡키 샤프
- 쾌걸 조로 (1940년 영화)
- 혈과 사
- 실크 스타킹

## 기타 작품
- 로라 (1944년 영화)
- 포기와 베스 (영화)
- 클레오파트라 (1963년 영화)